# Pangtangmacatalogus
De  Pangtangmacatalogus (dkar-chag 'Phang-thang-ma) is een van drie catalogi, die een inventarisatie geven van vertalingen van religieuze teksten vanuit het Sanskriet in het Tibetaans, gemaakt tijdens of vlak na de periode van het Tibetaanse Rijk. De titel geeft aan, dat het document afkomstig is uit de plaats Phantang en waarschijnlijk van het in die plaats gevestigde hof van Ösung (r.ca. 846-ca. 893) een zoon van de Tibetaanse koning Langdarma (841-842) en tijdens de periode van de  fragmentatie van het Tibetaanse rijk.

## Achtergrond
In de periode van Trisong Detsen, (742 - ca. 800) wordt in het Tibetaanse rijk gekozen voor het uit India afkomstige boeddhisme als de leidende religieuze en intellectuele beweging van het land. Vanaf dat moment hebben achtereenvolgende Tibetaanse koningen kostbare vertaalprojecten financieel mogelijk gemaakt. In de periode van Trisong Detsen werd al een vorm van een commissie, een comité in het leven geroepen dat moest toezien op een correcte vertaling vanuit het Sanskriet en ook aanwijzingen gaf voor vertalers.
In die traditie paste ook het vervaardigen van drie catalogi van vertaalde teksten. Het handelt achtereenvolgens over de Denkarma catalogus die onderdeel uitmaakt van de tengyur, een van de twee delen van de canon van het Tibetaans boeddhisme. De ander twee catalogi, de Chimpumacatalogus en de Pangtangmacatalogus waren tot begin eenentwintigste eeuw alleen bekend omdat er in latere literatuur aan werd gerefereerd. In 2003 werd in een verzameling in Peking echter een compleet exemplaar van de Pantangmacatalogus gevonden. Een document van de Chimpumacatalogus zelf is nog nooit ontdekt.

## Historische betekenis
De samenstelling van de Pantangmacatalogus moet begonnen zijn tijdens de periode van Langdarma en voortgezet zijn tijdens de periode van Ösung. Naast een inventarisatie van vertaalde teksten bevat het document ook gebeden die zijn opgedragen aan Tibetaanse koningen, een aantal van hun moeders en vrouwen en ook monniken. De catalogus bevat ook een commentaar op de Vinaya, waarvan in een begeleidende tekst Langdarma als de auteur wordt genoemd. 
In de klassieke Tibetaanse geschiedschrijving wordt de koning Langdarma beschreven als een wreed vervolger van het boeddhisme in het land met de val van het Tibetaanse Rijk als gevolg. 
De historische betekenis van de catalogus is onder meer, dat het eerder onderzoek op basis van de manuscripten van Dunhuang bevestigt, dat de koning een gelovig boeddhist was die echter wat minder financiële mogelijkheden dan zijn voorgangers had tal van boeddhistische projecten te ondersteunen. 
Het document heeft ook meer helderheid gebracht ten aanzien van een aantal historische gebeurtenissen in de periode van globaal 797 - 804. Het gaat dan met name over de wijze van de opvolging van Trisong Detsen via de lijn van Muné Tsenpo, Muruk Tsenpo naar Mutik Tsenpo, de latere Sadnaleg.